# Kościół św. Rodziny w Szczecinie
Kościół św. Rodziny w Szczecinie – modernistyczny wybudowany pierwotnie dla parafii ewangelickiej. Nosił wówczas wezwanie św. Krzyża (Kreuzkirche). Obiekt mieści się przy obecnej ulicy Królowej Korony Polskiej 28 w Szczecinie.

## Architektura
Kościół wybudowano według projektu szczecińskiego architekta Adolfa Thesmachera. Obiekt ma 34 m długości, 18,5 m szerokości, wieża jest wysoka na 21 metrów. Wnętrze kościoła jednonawowe. Wraz ze świątynią wybudowano salę teatralną, która dziś pełni rolę dodatkowej kaplicy (długość – 30 m, szerokość – 12 m). Ogółem kościół może pomieścić do 2000 osób.
Ważnym elementem wystroju jest rozeta za organami, która posiada oryginalne jaskrawe przeszklenie, rzucające barwne refleksy do wnętrza nawy. Wykończenie wnętrza z surowego betonu, posadzki wyłożone płytami marmurowymi. Ołtarz główny (projektowany przez S. Raciborskiego ze Szczecina) pochodzi z lat 50. XX w. – w formie marmurowego obelisku z rzeźbą pelikana i wizerunkiem Ostatniej Wieczerzy.
W kruchcie kościoła eksponowana jest rzeźba Chrystusa, która pierwotnie była częścią nagrobka rodu Dewitzów na Cmentarzu Centralnym w Szczecinie. Rzeźba ta jest wykonaną ok. 1910 r. kopią dzieła Bertela Thorvaldsena (oryginał znajduje się w Kaplicy Potockich na Wawelu).
Przed kościołem znajduje się ozdobna tablica z Przyrzeczeniem Jasnogórskim z 1956.
Nieopodal funkcjonuje pierwsze w Szczecinie okno życia.

## Historia
Kamień węgielny pod świątynię położono 23 czerwca 1929, a poświęcony został przez ewangelików 23 listopada 1931. Położony był wówczas na terenie katolickiej parafii św. Rodziny. W roku 1945 w czasie działań wojennych kościół został zbombardowany i spalony.
Po zakończeniu wojny kościół został odbudowany i zaadaptowany na pomieszczenia szpitalne. 22 lipca 1945 r. poewangelicki kościół św. Krzyża przy ul. Królowej Korony Polskiej został poświęcony i nadano mu miano pw. Królowej Korony Polskiej, a powstała parafia katolicka przyjęła tytuł św. Rodziny, ze względu na przedwojenne położenie parafii św. Rodziny.
W pierwszych latach po wojnie władze państwowe zabrały parafii część budynku. Od 1972 r. w pomieszczeniach parafialnych urzęduje Kuria Biskupia Szczecińsko-Kamieńska i zamieszkuje ks. biskup. Po 1980 r. odzyskano dla dodatkowych pomieszczeń Kurii zabrany budynek.

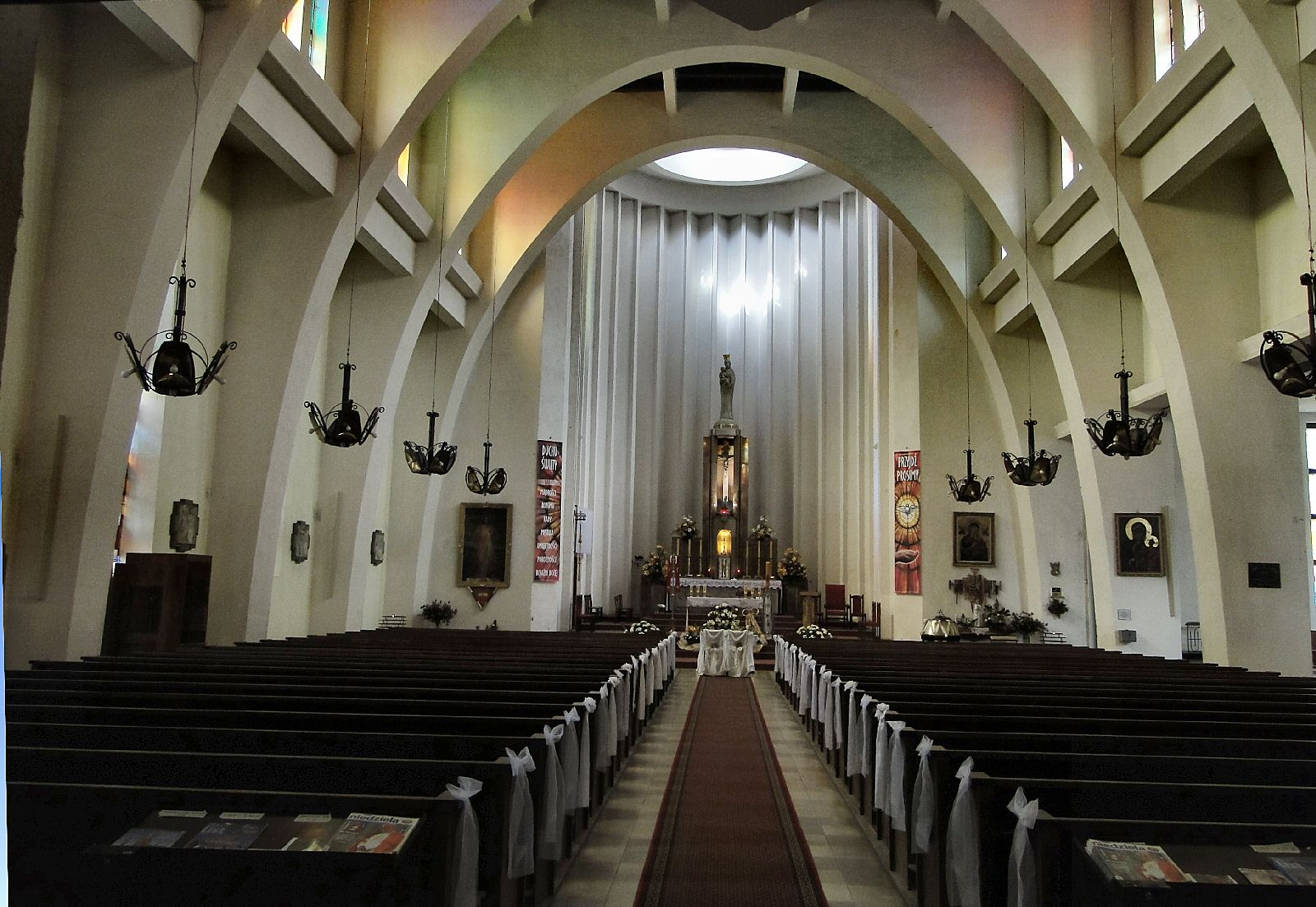
Nawa główna
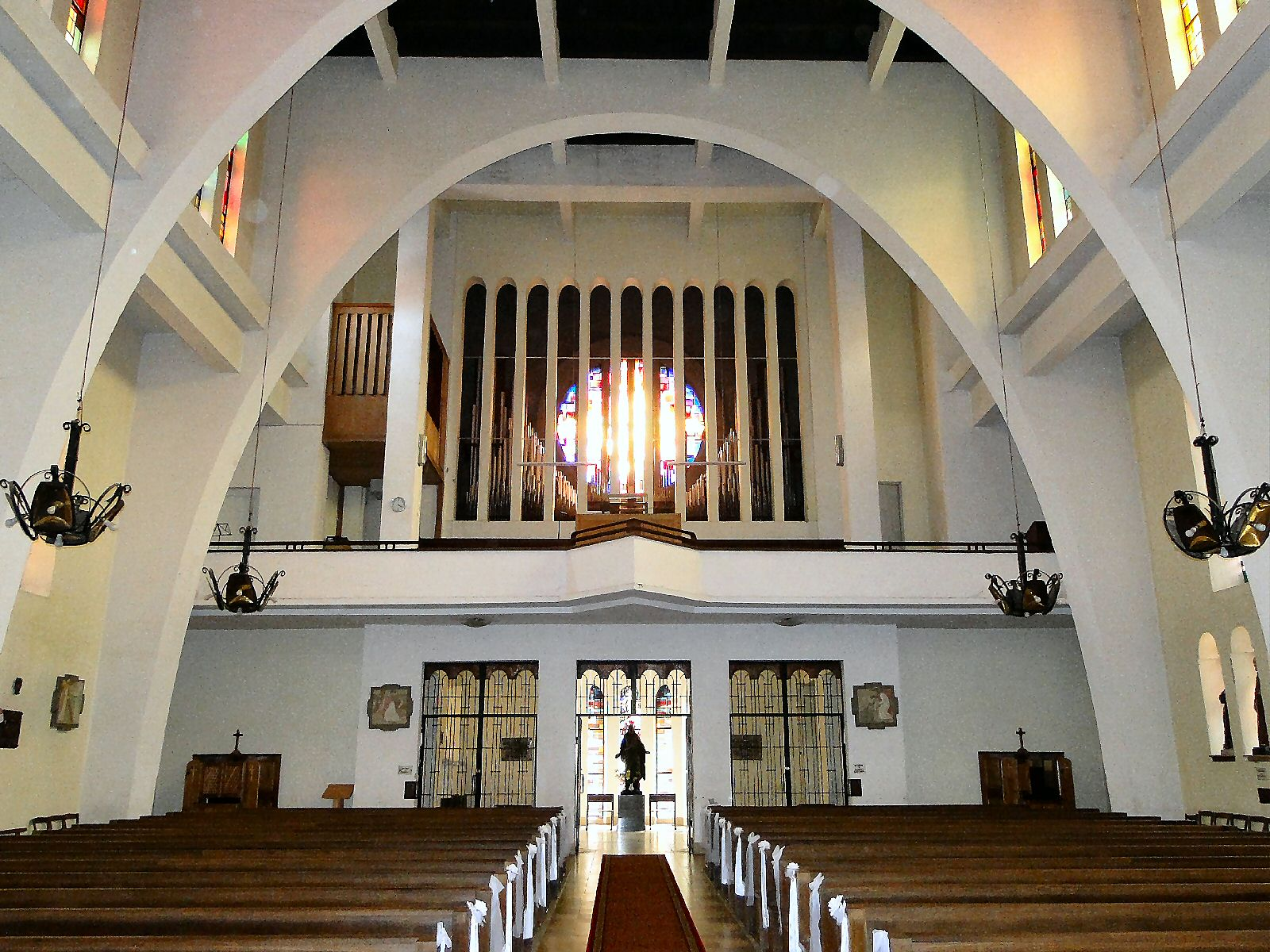
Nawa główna
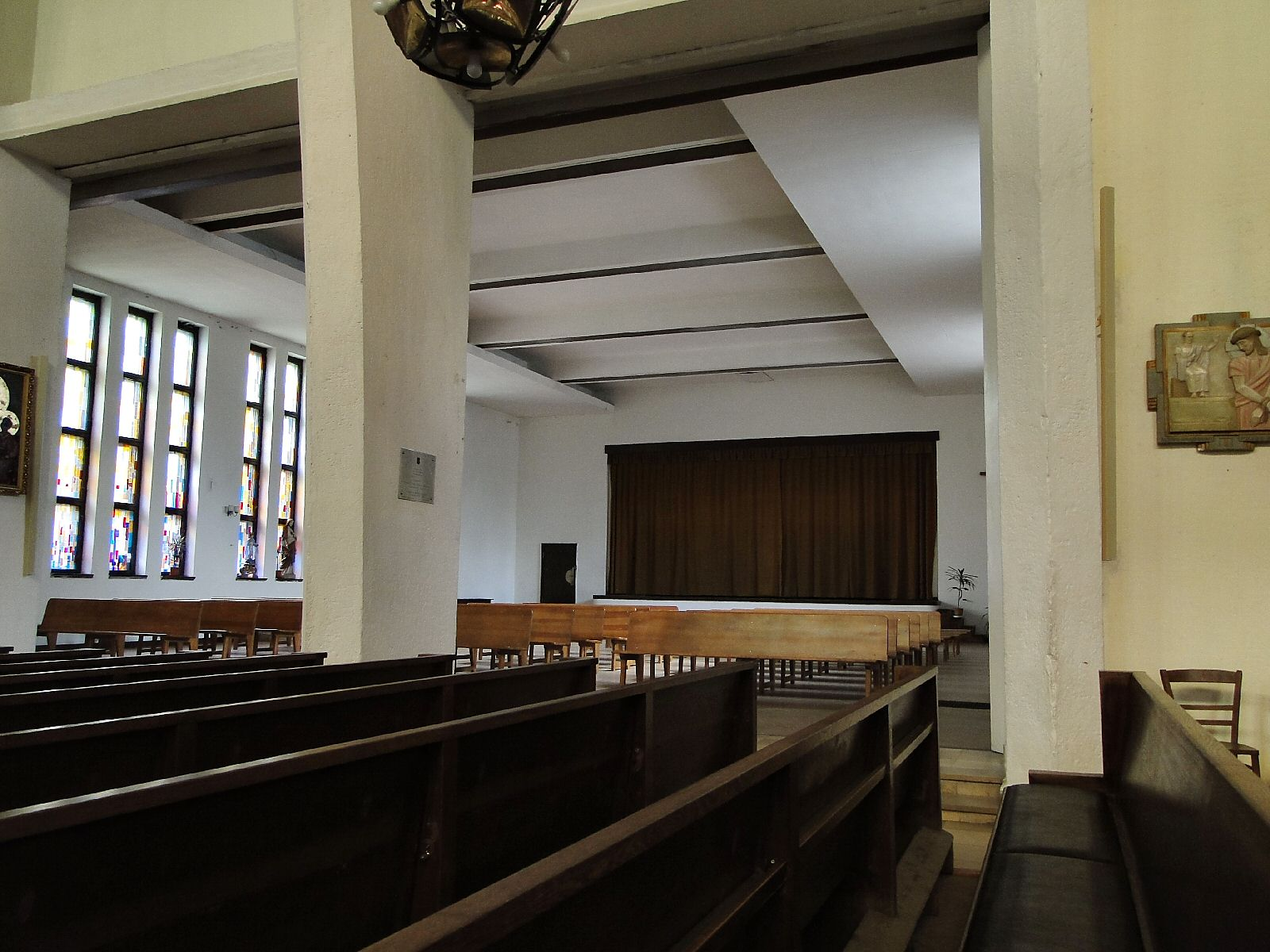
Nawa boczna ze sceną
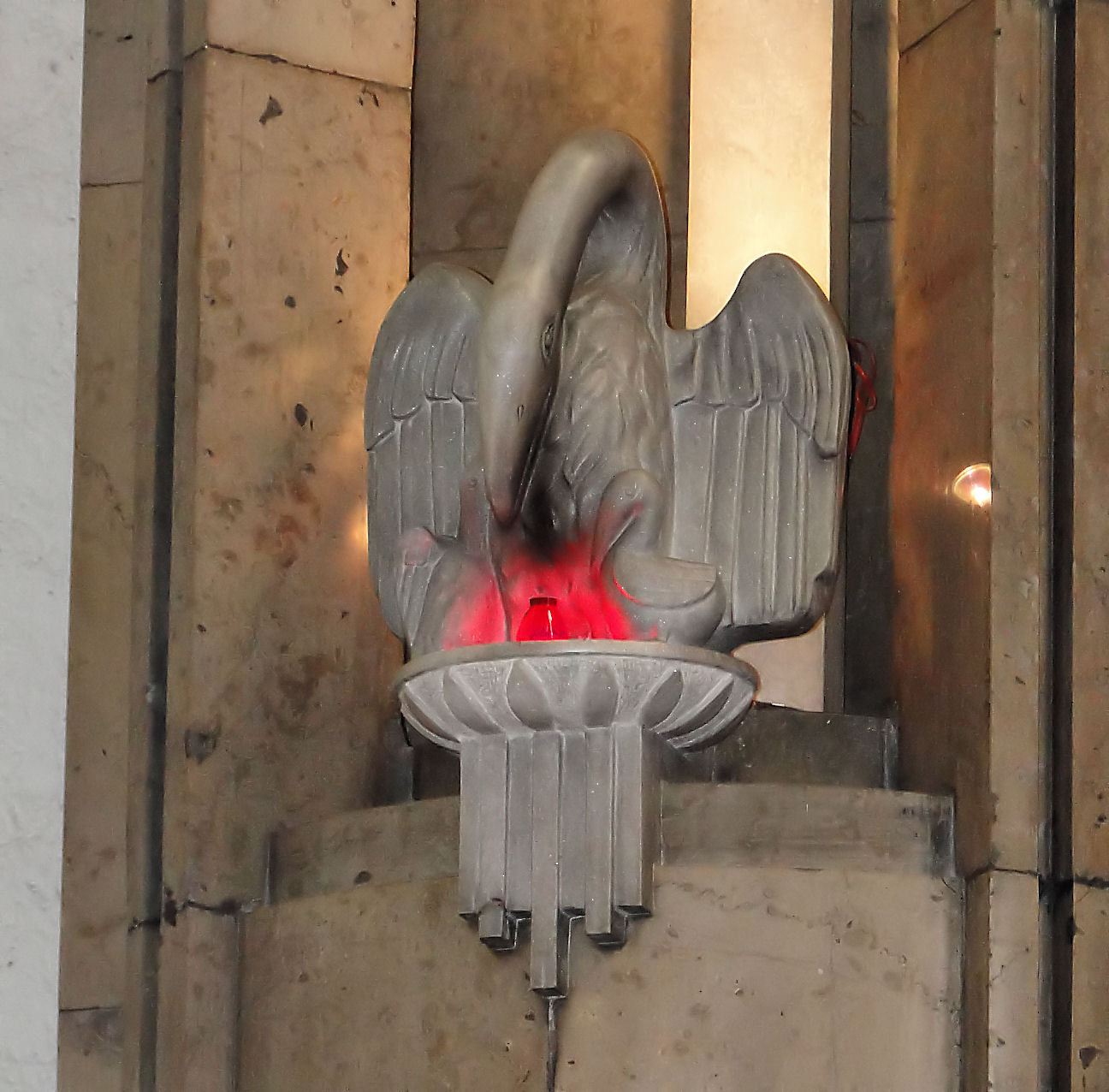
Rzeźba pelikana w ołtarzu głównym
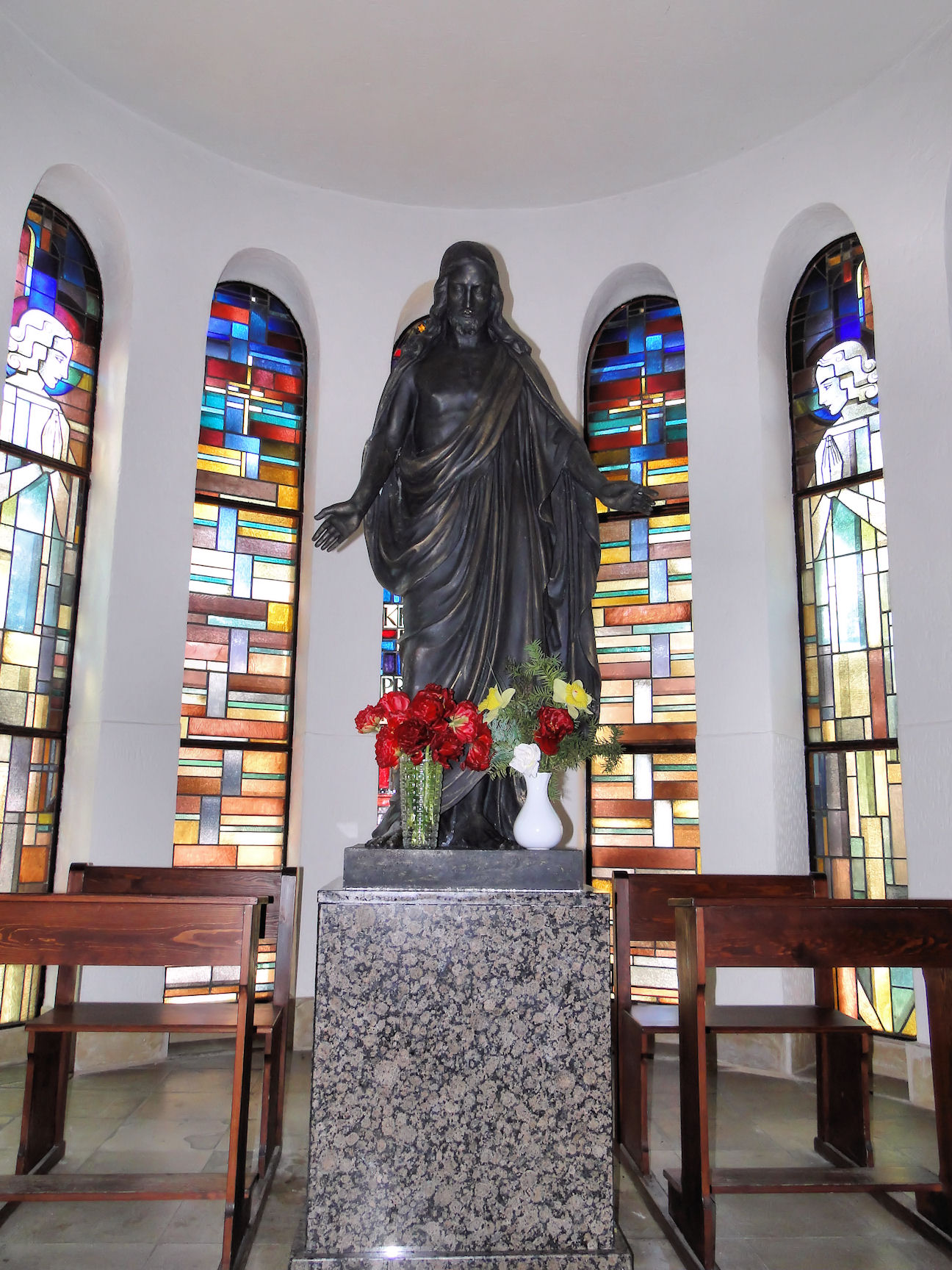
Rzeźba Chrystusa w kruchcie kościoła